# Olof Hägerhjelm
Olof Hägerhjelm, tidigare Häger, född 22 maj 1628 i Östergötland, död 20 december 1699 i Kisa socken, var en svensk borgmästare och häradshövding. Stamfar för adliga ätten Hägerhjelm.

## Biografi
Studerade vid gymnasiet i Linköping. Fick tjänst 1648 hos översten och överkommendanten i Stralsund, Otto Schulman. Blev samma år student vid Greifswalds universitet tillsammans med sina söner. Var sekreterare i Vorpommern 1651 och fick avsked därifrån 1653. 1658 blev han bokhållare på överste Otto Schulmans änkefrus, Anna Catharina Mörners gods Svärtinge i Östra Eneby socken, Östergötlands län. Rådstugunotarie i Norrköping 1661. Notarius publicus i nämnda stad 1663-03-31. Rådman och syndikus därst. 1666. 

### Häradshövding
År 1674 blev han vice häradshövding i Bankekinds, Ydre, Kinda och Göstrings härader i Östergötland. Borgmästare i Vadstena 1680 och tillika vice häradshövding i Lysings, Aska och Dals härader. Häradshövding i Kinda, Ydre, Valkebo och Vifolka häraders domsaga 18 december 1680. Var 1681 ledamot av riksens ständers stora kommission. Adjungerad ledamot i Göta hovrätt 21 april 1684. Assessor i 3:e klassen därstädes 4 maj 1686. 
Adlades till Hägerhjelm den 17 augusti 1697 och introducerades samma år som nr 1349. Assessor i 2:a klassen av nämnda hovrätt 17 augusti 1697. 
Hägerhjelm avled 20 december 1699 i Kisa socken och begravdes i Kisa kyrka 21 juni 1700, där hans vapen uppsattes. 
Han gifte sig 2 februari 1657 på Svärtinge med (Brita?) Christina N. N., född 1630, död 1708-04-12 Millingetorp och begraven s. å. 1/5 i mannens grav i kyrkan.